# Natação no Campeonato Europeu de Esportes Aquáticos de 2014 - 200 m peito feminino
A prova dos 200 metros peito feminino da natação no Campeonato Europeu de Esportes Aquáticos de 2014 ocorreu nos dias 21 e 22 de agosto em Berlim, na Alemanha. 

## Calendário
| Fase          | Data         | Hora  |
| ------------- | ------------ | ----- |
| Eliminatórias | 21 de agosto | 09:36 |
| Semifinal     | 21 de agosto | 19:16 |
| Final         | 22 de agosto | 18:43 |

Todos os horários estão no horário local (UTC+1)

## Recordes
Antes desta competição, os recordes eram os seguintes:
| Recorde mundial       | Rikke Møller Pedersen | 2:19.11 | Barcelona | 28 de julho de 2013  |
| Recorde europeu       | Rikke Møller Pedersen | 2:19.11 | Barcelona | 28 de julho de 2013  |
| Recorde do campeonato | Anastasia Chaun       | 2:23.50 | Budapeste | 13 de agosto de 2010 |

Os seguintes novos recordes foram estabelecidos durante esta competição. 
| Data         | Prova     | Nadadora              | Nacionalidade | Tempo   | Recordes              |
| ------------ | --------- | --------------------- | ------------- | ------- | --------------------- |
| 21 de agosto | Semifinal | Rikke Møller Pedersen | Dinamarca     | 2:22.32 | Recorde do campeonato |
| 22 de agosto | Final     | Rikke Møller Pedersen | Dinamarca     | 2:19.84 | Recorde do campeonato |

## Medalhistas
| Ouro                        | Prata               | Bronze             |
| Rikke Møller Pedersen (DEN) | Molly Renshaw (GBR) | Jessica Vall (ESP) |

## Resultados

### Eliminatórias
Esses foram os resultados das eliminatórias. 
| Pos. | Bateria | Raia | Nadadora                  | Nacionalidade | Tempo   | Notas |
| ---- | ------- | ---- | ------------------------- | ------------- | ------- | ----- |
| 1    | 2       | 5    | Vitalina Simonova         | Rússia        | 2:25.46 | Q     |
| 2    | 3       | 4    | Marina García Urzainqui   | Espanha       | 2:25.69 | Q     |
| 3    | 2       | 4    | Jessica Vall              | Espanha       | 2:26.80 | Q     |
| 4    | 3       | 3    | Giulia De Ascentis        | Itália        | 2:26.88 | Q     |
| 5    | 2       | 6    | Fanny Lecluyse            | Bélgica       | 2:27.38 | Q     |
| 6    | 4       | 4    | Rikke Møller Pedersen     | Dinamarca     | 2:27.42 | Q     |
| 7    | 3       | 5    | Molly Renshaw             | Reino Unido   | 2:27.49 | Q     |
| 8    | 2       | 3    | Vanessa Grimberg          | Alemanha      | 2:27.56 | Q     |
| 9    | 4       | 6    | Maria Astashkina          | Rússia        | 2:27.95 | Q     |
| 10   | 3       | 2    | Hrafnhildur Lúthersdóttir | Islândia      | 2:28.07 | Q     |
| 11   | 2       | 2    | Martina Moravčíková       | Chéquia       | 2:28.37 | Q     |
| 12   | 4       | 3    | Elisa Celli               | Itália        | 2:28.59 | Q     |
| 13   | 4       | 1    | Coralie Dobral            | França        | 2:29.12 | Q     |
| 14   | 3       | 0    | Tanja Šmid                | Eslovênia     | 2:30.29 | Q     |
| 15   | 4       | 2    | Jenna Laukkanen           | Finlândia     | 2:30.74 | Q     |
| 16   | 4       | 8    | Olga Tovstogan            | Ucrânia       | 2:30.77 | Q     |
| 17   | 3       | 8    | Jessica Eriksson          | Suécia        | 2:31.11 |       |
| 18   | 1       | 5    | Alona Ribakova            | Letônia       | 2:31.52 |       |
| 19   | 2       | 7    | Petra Chocová             | Chéquia       | 2:31.62 |       |
| 20   | 1       | 4    | Victoria Kaminskaya       | Portugal      | 2:31.67 |       |
| 21   | 2       | 1    | Sycerika McMahon          | Irlanda       | 2:31.81 |       |
| 22   | 4       | 9    | Anastasia Korotkov        | Israel        | 2:32.05 |       |
| 23   | 3       | 7    | Fiona Doyle               | Irlanda       | 2:32.23 |       |
| 24   | 2       | 0    | Tjaša Vozel               | Eslovênia     | 2:32.59 |       |
| 25   | 3       | 1    | Stina Colleou             | Noruega       | 2:33.03 |       |
| 26   | 2       | 8    | Ana Radič                 | Croácia       | 2:33.40 |       |
| 27   | 2       | 9    | Vilma Ekström             | Suécia        | 2:34.67 |       |
| 28   | 3       | 9    | Fantine Lesaffre          | França        | 2:34.79 |       |
| 29   | 1       | 3    | Maria Romanjuk            | Estónia       | 2:34.89 |       |
| 30   | 4       | 7    | Lisa Zaiser               | Áustria       | 2:35.78 |       |
| 31   | 4       | 0    | Jovana Bogdanović         | Sérvia        | 2:37.79 |       |
| 32   | 1       | 6    | Andrea Podmaníková        | Eslováquia    | 2:39.89 |       |
| 33   | 1       | 2    | Alina Bulmag              | Moldávia      | 2:41.04 |       |
| —    | 3       | 6    | Joline Höstman            | Suécia        |         | DNS   |
| —    | 4       | 5    | Sophie Taylor             | Reino Unido   |         | DNS   |

### Semifinal
Esses foram os resultados das semifinais. 
Semifinal 1
| Pos. | Raia | Nadadora                  | Nacionalidade | Tempo   | Notas |
| ---- | ---- | ------------------------- | ------------- | ------- | ----- |
| 1    | 3    | Rikke Møller Pedersen     | Dinamarca     | 2:22.32 | Q,    |
| 2    | 4    | Marina García Urzainqui   | Espanha       | 2:24.87 | Q     |
| 3    | 5    | Giulia De Ascentis        | Itália        | 2:26.34 | Q     |
| 4    | 7    | Elisa Celli               | Itália        | 2:26.87 |       |
| 5    | 6    | Vanessa Grimberg          | Alemanha      | 2:27.01 |       |
| 6    | 2    | Hrafnhildur Lúthersdóttir | Islândia      | 2:28.72 |       |
| 7    | 8    | Olga Tovstogan            | Ucrânia       | 2:30.55 |       |
| 8    | 1    | Tanja Šmid                | Eslovênia     | 2:31.15 |       |

Semifinal 2
| Pos. | Raia | Nadadora            | Nacionalidade | Tempo   | Notas |
| ---- | ---- | ------------------- | ------------- | ------- | ----- |
| 1    | 4    | Vitalina Simonova   | Rússia        | 2:23.35 | Q     |
| 2    | 5    | Jessica Vall        | Espanha       | 2:24.78 | Q     |
| 3    | 6    | Molly Renshaw       | Reino Unido   | 2:25.55 | Q     |
| 4    | 2    | Maria Astashkina    | Rússia        | 2:26.14 | Q     |
| 5    | 3    | Fanny Lecluyse      | Bélgica       | 2:26.26 | Q     |
| 6    | 7    | Martina Moravčíková | Chéquia       | 2:27.75 |       |
| 7    | 1    | Coralie Dobral      | França        | 2:29.11 |       |
| 8    | 8    | Jenna Laukkanen     | Finlândia     | 2:31.29 |       |

### Final
Esse foi o resultado da final. 
| Pos.              | Raia | Nadadora                | Nacionalidade | Tempo   | Notas                 |
| ----------------- | ---- | ----------------------- | ------------- | ------- | --------------------- |
| Medalha de ouro   | 4    | Rikke Møller Pedersen   | Dinamarca     | 2:19.84 | Recorde do campeonato |
| Medalha de prata  | 2    | Molly Renshaw           | Reino Unido   | 2:23.82 |                       |
| Medalha de bronze | 3    | Jessica Vall            | Espanha       | 2:24.08 |                       |
| 4                 | 5    | Vitalina Simonova       | Rússia        | 2:24.87 |                       |
| 5                 | 6    | Marina García Urzainqui | Espanha       | 2:24.96 |                       |
| 6                 | 7    | Maria Astashkina        | Rússia        | 2:25.07 |                       |
| 7                 | 8    | Giulia De Ascentis      | Itália        | 2:26.71 |                       |
| 8                 | 1    | Fanny Lecluyse          | Bélgica       | 2:28.38 |                       |

Legenda
| Recorde mundial       | Recorde mundial (World record)               |                       | Recorde africano                      | Recorde africano (African) |                                           | Q | Classificado por posição (Qualified) |
| Recorde do campeonato | Recorde do campeonato (Championship record)  | Recorde da América    | Recorde da América (Americas)         | q                          | Classificado por melhor tempo (Qualified) |   |                                      |
| Melhor marca do ano   | Melhor marca do ano (World leading)          | Recorde asiático      | Recorde asiático (Asian)              | DNS                        | Não largou (Did not start)                |   |                                      |
| Recorde nacional      | Recorde nacional (National record)           | Recorde europeu       | Recorde europeu (European)            | DNF                        | Não terminou (Did not finish)             |   |                                      |
| Recorde pessoal       | Recorde pessoal do atleta (Personal best)    | Recorde da Oceania    | Recorde da Oceania (Oceania)          | DSQ / DQ                   | Desclassificado (Disqualified)            |   |                                      |
| Recorde da temporada  | Recorde da temporada do atleta (Season best) | Recorde sul-americano | Recorde sul-americano (South America) | NM                         | Sem marca (No mark)                       |   |                                      |